# Pretest
Pretest – w naukach społecznych, pomiar początkowy zmiennej zależnej przed wprowadzeniem manipulacji eksperymentalnej. Wykonuje się go w celu zaobserwowania wariancji zmiennej zależnej po manipulacji zmienną niezależną (w odstępie czasu). Używa się go do zbadania siły manipulacji eksperymentalnej (np. w schemacie klasycznym). Stosuje się go również w badaniu rzetelności danego testu badawczego (np. kwestionariusza) w eksperymencie bez grupy kontrolnej.

## Przykład użycia pretestu w badaniu
Badacz chce przeprowadzić eksperyment na grupie studentów, by sprawdzić wpływ krótkotrwałego stresu na pamięć krótkotrwałą. Zostaje przeprowadzony pretest na początku eksperymentu – studenci z grupy eksperymentalnej i kontrolnej są poddani testowi pamięci krótkotrwałej. Następnie, badacz wpływa na poziom stresu (zmienną niezależną) w grupie eksperymentalnej używając stresora psychicznego (perspektywa nadchodzącej sesji) podczas ekspozycji filmu. Po manipulacji, badacz ponownie przeprowadza test pamięci krótkotrwałej (posttest).

## Zalety i wady korzystania z pretestu
Stosowanie pretestu zwiększa trafność wewnętrzną badania poprzez brak błędu selekcji. Spowodowane jest to faktem, że te same osoby są badane pretestem i posttestem. Może za to wystąpić efekt dojrzewania (niekontrolowany rozwój organizmu podczas badań), historii (losowe zdarzenia wpływające na efekt badania) oraz testowania. Trafność zewnętrzna badania może być zależna od tego, czy pretest zniekształca wyniki badań w kontekście ich występowania „w życiu codziennym”.

## Efekt testowania
Jednym z czynników zakłócających trafność wewnętrzną planu eksperymentalnego czy planu quasi-eksperymentalnego jest efekt testowania. Polega on na tym, że podczas przeprowadzania pretestu, osoby badane poznają sposób badania zmiennej zależnej. Dzięki temu, podczas właściwego pomiaru zmiennej, mają lepsze wyniki. Wariancja zmiennej zależnej może być wtedy tłumaczona nie jako efekt postępowania eksperymentalnego, a jako efekt uczenia się procedury pomiaru. Odnosząc się do przykładu powyżej – jest to sytuacja w której badany student lepiej wypada w teście pamięci krótkotrwałej po manipulacji (posttest), dzięki wiedzy uzyskanej podczas pretestu.
Błąd ten można kontrolować w pełni przy wykorzystaniu planu Solomona. Innym sposobem zmniejszania efektu testowania jest wprowadzenie subtelnych zmian w samym narzędziu pretestu (np. zmiana kolejności pytań w kwestionariuszu, wykorzystanie innych materiałów pomocniczych). Błąd ten może być zupełnie wyeliminowany poprzez rezygnację z wykonywania pretestu w badaniu i maksymalne zwiększenie wielkości próby bądź zastosowanie doboru parami do grupy kontrolnej i eksperymentalnej.